# 3C 58
3C 58 is een pulsar met een omringende supernovarest die waarschijnlijk is ontstaan uit een supernova in 1181 op een afstand van 10.000 lichtjaar in het sterrenbeeld Cassiopeia. De massa overschrijdt de Oppenheimer-Volkofflimiet van ongeveer 3-5 zonnemassa's. Sterren van 3-5 zonnemassa's vormen na hun overlijden een neutronenster. De zwaartekracht is daar zo groot, dat elektronen elkaar uit hun orbitaal duwen, volgens het uitsluitingsprincipe van Pauli, en versmelten met protonen tot onder andere neutronen.
3C 58 is echter zo zwaar, dat ook de neutronenster niet genoeg tegenkracht kan geven. De neutronen versmelten op hun beurt met elkaar, waardoor 1 groot fermion met een diameter van hooguit enkele tientallen kilometers ontstaat, bekend als quarkster. Het bestaan van quarksterren is nog niet bewezen, maar ontdekkingen zoals de 3C58 lijken de theorie wel te ondersteunen.